# Martín Rolle
Diego Martín Rolle (Rosario, 2 febbraio 1985) è un ex calciatore argentino, di ruolo centrocampista.

## Caratteristiche tecniche
È un trequartista mancino: capace di spaziare con efficacia su tutto il fronte offensivo, è abile nel palleggio, dotato di ottima visione di gioco, preciso nelle conclusioni dalla media distanza e nei passaggi in profondità agli attaccanti.

## Palmarès

### Club

#### Competizioni nazionali
- Campionato argentino di seconda divisione: 1

Olimpo: 2009-2010
- Copa Argentina: 1

Arsenal: 2012-2013
- Souper Ligka Ellada 2: 1

Iōnikos: 2020-2021